# Trachelas validus
Trachelas validus là một loài nhện trong họ Trachelidae.
Loài này thuộc chi Trachelas. Trachelas validus được Eugène Simon miêu tả năm 1884.